# Taylor Swift (album)
Taylor Swift is het gelijknamige debuut studioalbum van de Amerikaanse singer-songwriter Taylor Swift. Het album werd uitgebracht op 24 oktober 2006 door Big Machine Records. Taylor Swift is een country-album. Lyrisch spreekt het album over romantische relaties. Het album gaat ook over Swifts vrienden en haar persoonlijke problemen op de middelbare school.
Swift was destijds 16 jaar oud en schreef de liedjes toen ze in het derde leerjaar zat van de middelbare. Swift experimenteerde met meerdere producenten, merendeels koos ze voor Nathan Chapman, die haar demoalbum had geproduceerd. Swift heeft credits voor het schrijven van alle liedjes, inclusief diegene die samen zijn geschreven met Liz Rose.
Er zijn vijf singles uitgebracht van Taylor Swift, die allemaal de top 40 van de Billboard Hot 100 bereikt hebben en zijn gecertificeerd platinum of multi-platina door de Recording Industry Association of America (RIAA)— Swifts debuutsingle en het openingslied van het album, 'Tim McGraw', had een piek op nummer zes op de Billboard Hot Country songs. 'Teardrops on My Guitar' was de populairste single van het album. Het bracht 48 weken door in de Hot 100 en werd Swifts eerste top 20 hit in de Verenigde Staten.

## Achtergrond
Swift is afkomstig uit Reading (Pennsylvania) en ontwikkelde vroeg een interesse in countrymuziek en het schrijven van liedjes. Toen ze elf jaar oud was, bezocht ze samen met haar familie voor het eerst Nashville (Tennessee) in hoop een platencontract te krijgen, maar er kwam niks van. Platenlabels wilden Swift niet aannemen omdat ze zo jong was. Later zei ze hierover:
"Ik kan het begrijpen. Ze waren bang om een 13-jarige de [muziek]wereld in te gooien. Ze waren bang om een 14-jarige de [muziek]wereld in te gooien. Toen waren ze bang om een 15-jarige, en daarna nerveus om een 16-jarige de [muziek]wereld in te gooien. En ik weet zeker dat als ik niet had getekend bij Scott Borchetta [hoofd van Big Machine Records], was iedereen bang om een 17-jarige de [muziek]wereld in te gooien.

## Ontwikkeling en muziek
Van de elf nummers op het originele album schreef Swift er drie in haar eentje. De andere nummers schreef ze samen met anderen, met name met Liz Rose. Swift schreef 'Tim McGraw' in de derde klas van de middelbare school [freshman year]. Ze wist namelijk dat haar laatstejaars [senior] vriendje, Brandon Borello, het uit zou maken aan het eind van het jaar wanneer hij zou gaan studeren. Swift schreef het nummer met Liz Rose en kwam zelf met het idee en de melodie. Het lied beschrijft hoe Swift hoopt dat Borello aan haar zal denken wanneer hij haar favoriete nummer van Tim McGraw, namelijk 'Can Tell Me Nothin' hoort. In tegenstelling tot de nostalgie van 'Tim McGraw' gaat het nummer 'Picture to Burn' over een meisje dat woedend is dat het uit is. Swift schreef het nummer over een jongen met wie ze bijna uitging. Ze stoorde zich aan zijn arrogante houding en schreef het nummer toen ze voor Sony werkte. Het nummer begon met de regel "I hate his stupid truck that he doesn't let me drive. He's such a redneck! Oh my God!". Vanuit die regel ontwikkelde Swift de rest van het liedje. Ook aan dit nummer werkte ze samen met Rose.
De zangeres schreef het autobiografische liedje 'The Outside' als een uitklep op 12-jarige leeftijd, toen ze begon met het schrijven van haar eigen liedjes. Het nummer beschrijft de eenzaamheid die Swift in deze periode van haar leven voelde omdat ze anders voelde dan haar klasgenoten. 'Tied Together with a Smile' schreef Swift toen ze ontdekte dat een van haar beste vrienden boulimie had. Later zei ze hier over dat ze niet begreep hoe iemand die zo sterk leek zo'n zwaktepunt kon hebben. Ook noemde ze onzekerheid onder Amerikaanse meisjes een groot probleem dat onder andere tot eetstoornissen als boulimie kon leiden. Volgens Swift beschrijft het nummer dan ook een mooi meisje dat haar onzekerheid probeert te verbergen met een glimlach. 'Should've Said No' werd geïnspireerd door een heftig moment in Swifts privéleven dat ze door middel van muziek moest verwerken. Het lied werd op het laatste moment toegevoegd aan haar debuutalbum.
"Mary's Song (Oh My My My)" werd geïnspireerd door het langdurige huwelijk van Swifts buren en hoe hun relatie afstak tegen de verhalen in roddelbladen. Swift schreef "Our Song" in de derde klas voor een talentenjacht op haar middelbare school. Het was niet per se haar bedoeling om het op haar eerste album te zetten, maar ze wist dat het nummer iets had en besloot het daarom op te nemen. Ze schreef het nummer over een relatie waarin ze geen speciaal liedje had met de jongen met wie ze aan het daten was en er daarom er maar zelf een schrijft. "Our Song" is het laatste nummer op de originele versie van Taylor Swift, omdat het nummer eindigt met een verzoek om "het opnieuw af te spelen" [play it again].

## Opnames
Bij het opnemen van haar demoalbum werkte Swift met demoproducer Nathan Chapman. Voordat ze een platencontract tekende, ging Swift regelmatig naar hem toe om nieuwe liedjes te spelen. Chapman maakte dan opnames van die nummers waarop hij zelf de instrumenten bespeelde. Volgens Swift klonken die opnames als 'echte' nummers.
Toen Swift voor de opname van haar debuutalbum moest kiezen met welke producer ze wilde werken, overwoog ze verschillende producers uit Nashville, maar koos ze uiteindelijk Chapman vanwege het unieke geluid van door hem geproduceerde nummers. Haar platenlabel was aanvankelijk sceptisch over deze keuze omdat hij alleen ervaring had met het opnemen van demo's, niet met studioalbums. Omdat Swift Chapmans productie als "het juiste gevoel" voor haar nummers ging haar platenlabel uiteindelijk akkoord. Chapman mocht aanvankelijk een paar nummers van het album produceren, maar was uiteindelijk betrokken bij de productie van alle nummers (waarvan één nummer samen met Robert Ellis Orrall werd geproduceerd). De opnames van Taylor Swift vonden plaats eind 2005 en duurden vier maanden.

## Verpakking en uitgifte
Taylor Swift werd uitgebracht op 24 oktober in 2006 en bevatte elf liedjes. Swift was sterk betrokken bij het ontwerpen van de verpakking van het album en ontwierp de doodles op de verpakking zelf. Ze verstopte ook geheime berichten in de songtekst van ieder lied door van sommige letters hoofdletters te maken. Op 6 november 2007 kwam de deluxe versie van Taylor Swift uit. Hier stonden drie nieuwe liedjes op, namelijk 'I'm Only Me When I'm With You', 'Invisible' en 'A Perfectly Good Heart'. Ook stonden er de radio versies van 'Teardrops on My Guitar' en 'Our Song' en Swifts eerste telefoongesprek met Tim McGraw. Deze uitgave bevatte ook een bonus DVD met onder andere de videoclips van het album en beelden achter de schermen van deze videoclips. Op deze uitgave stond er ook liveoptredens van Swift. Het album werd niet uitgegeven in Europa.

## Singles
"Tim McGraw" werd op 19 juni 2006 uitgebracht als de eerste single van Taylor Swift. Het lied werd positief ontvangen door critici. 'Tim McGraw' genoot commercieel succes, met een piek op nummer veertig in de Billboard Hot 100 en op nummer zes in Billboard's Hot Country Songs; het werd platina gecertificeerd door de Recording Industry Association of America (RIAA) voor de verkoop van 2.000.000 exemplaren. 'Teardrops on My Guitar' werd uitgebracht als de tweede single van Taylor Swift. Deze single werd ook positief ontvangen, onder andere vanwege het makkelijk te onthouden refrein en het popgeluid. Daarnaast was het ook een commercieel succes. Het piekte op de dertiende plek in de Billboard Hot 100 en bereikte een elfde plek in de toenmalige pophitlijst. Het nummer werd dubbel platina gecertificeerd door de RIAA voor de verkoop van 3.000.000 exemplaren. 'Teardrops on My Guitar' piekte op nummer 45 in Canada en op nummer 51 in het Verenigd Koninkrijk.
'Our Song' werd uitgebracht als de derde single van het album. Het nummer kreeg veel waardering en werd omschreven als "juweeltje". 'Our Song' piekte op nummer zestien in de Billboard Hot 100 en werd viervoudig platina verklaard door de RIAA. Het werd ook Swifts eerste nummer één in de Hot Country Songs. Het nummer piekte op nummer dertig op de Canadese Hot 100 en was destijds de populairste single van Taylor Swift in de Canadese hitlijsten. 'Picture to Burn' werd uitgebracht als de vierde single van Taylor Swift. "Picture to Burn" werd positief ontvangen vanwege de feministische ondertoon van het lied. Het werd een vierde opeenvolgende top tien single voor Swift op de Amerikaanse hitlijst Hot Country Songs en werd dubbel platina gecertificeerd door de RIAA. 'Should've Said No' werd uitgebracht als de vijfde en laatste single van het album. In de Verenigde Staten werd 'Should've Said No' Swifts tweede nummer één op Hot Country Songs en werd platina gecertificeerd door de RIAA. Het nummer bereikte zijn hoogste internationale hoogtepunt in de Nieuw-Zeeland Singles Chart, op nummer achttien.

## Awards
| Jaar | Organisatie                     | Award             | Resultaat   |
| ---- | ------------------------------- | ----------------- | ----------- |
| 2008 | Academy of Country Music Awards | Album of the Year | Genomineerd |

## Track listing
Standaard editie

| 1.                 | Tim McGraw                 | Taylor Swift, Liz Rose                  | Chapman         | 3:54 |
| 2.                 | Picture to Burn            | Swift, Rose                             | Chapman         | 2:55 |
| 3.                 | Teardrops on My Guitar     | Swift, Rose                             | Chapman         | 3:35 |
| 4.                 | A Place in this World      | Swift, Rose, Robert Ellis Orall, Angelo | Chapman         | 3:22 |
| 5.                 | Cold As You                | Swift, Rose                             | Chapman         | 4:01 |
| 6.                 | The Outside                | Swift                                   | Orrall, Chapman | 3:29 |
| 7.                 | Tied Together with a Smile | Swift, Rose                             | Chapman         | 4:11 |
| 8.                 | Stay Beautiful             | Swift, Rose                             | Chapman         | 3:58 |
| 9.                 | Should've Said No          | Swift                                   | Chapman         | 4:04 |
| 10.                | Mary's Song (Oh My My My)  | Swift, Rose, Brian Maher                | Chapman         | 3:35 |
| 11.                | Our Song                   | Swift                                   | Chapman         | 3:24 |
| Totale duur: 40:28 |                            |                                         |                 |      |

Best Buy digital download (bonus track)

| Nr. | Titel     | Schrijver(s) | Producent(en) | Duur |
| --- | --------- | ------------ | ------------- | ---- |
| 1.  | I Heart ? | Swift        | Orrall        | 3:15 |

Heruitgave 2008 (bonus tracks)

| Nr. | Titel                                | Schrijver(s)                    | Producent(en)  | Duur |
| --- | ------------------------------------ | ------------------------------- | -------------- | ---- |
| 12. | I'm Only Me When I'm with You        | Swift, Orall, Angelo            | Orrall, Angelo | 3:35 |
| 13. | Invisible                            | Swift Orall                     | Orall          | 3:26 |
| 14. | A Perfectly Good Heart               | Swift, Brett James, Troy Verges | James, Verges  | 3:42 |
| 15. | Teardrops on My Guitar (pop version) | Swift, Rose                     | Chapman        | 2:58 |